# Isola di McNult
L'isola di McNult (in russo: Остров Мак-Нульта, ostrov Mak-Nul'ta) è un'isola russa nell'Oceano Artico che fa parte dell'arcipelago della Terra di Francesco Giuseppe.

## Geografia
L'isola di McNult si trova nella parte sud-orientale della Terra di Francesco Giuseppe; è situata a 2 km dal capo sud-orientale (мыс Хёфера, Mys Hёfera) della Terra di Wilczek. Ha una forma rotondeggiante con un diametro di circa 1 km; l'altezza massima è di 50 m s.l.m. 
Il territorio è completamente libero dal ghiaccio.

## Isole adiacenti
- Terra di Wilczek (Земля Вильчека, Zemlja Vil'čeka), a nord-ovest.
- Isola di Davis (Остров Дауэс, ostrov Dauės), a nord-est.
- Isola di Tillo (Остров Тилло, ostrov Tillo), a sud-ovest.
- Isola Derevjannyj o Isola del legno (Остров Деревянный, ostrov Derevjannyj), a nord-est.